# Sujeito coletivo de direito
O Sujeito Coletivo de Direito é aquele que adquire fundamento jurídico por meio da ação coletiva dos movimentos sociais. Esse conceito envolve o entendimento da atuação dos movimentos sociais, os quais conciliam a bagagem histórica e o conhecimento prático de suas reivindicações no contexto político e social em que se encontram. Dessa forma, os movimentos sociais coletivos são protagonistas nos processos de transformação social.
Segundo o Professor José Geraldo de Sousa Júnior, o importante para a utilização da noção de sujeito na designação dos movimentos sociais é a conjugação entre o processo das identidades coletivas como forma do exercício de suas autonomias e a consciência de um projeto coletivo de mudança social a partir das próprias experiências.
A análise sociológica do conceito sujeito coletivo de direito mostra que o surgimento do sujeito coletivo se realiza em um processo marcado pela carência social, que é percebida como a negação de direitos que provoca uma luta para conquistá-los. A constituição de um movimento social contrário ao clientelismo, característico das relações tradicionais, representa a valorização da participação das camadas subalternas da população na luta pelos seus direitos. Dessa forma, a luta por direitos realizada pelos desfavorecidos social e economicamente representa uma experiência emancipatória.
Nesse contexto, o sujeito coletivo de direito é descentralizado, se afastando da concepção burguesa da subjetividade, pois abandona o caráter marcado pela individualidade, sendo um ser social coletivo. Os novos sujeitos coletivos de direito representam uma forma de direito alternativo, pois se realizam em desencontro ao direito pré-estabelecido na sociedade, o direito positivo.
A análise da experiência da ação dos novos sujeitos coletivos de direito designa uma prática social, que autoriza estabelecer novas configurações sociais, a constituição de novos processos sociais e de novos direitos, que são enunciados por meio da determinação de espaços sociais derivados das novas configurações, além de estabelecer a afirmação teórica do sujeito coletivo de direito.
Diversos estudos práticos têm sido feitos a partir do conceito de sujeito coletivo de direito. Entre eles, destacam-se os estudos na área de moradia pública, reforma agrária e saúde pública, os quais foram realizados, principalmente, sob a ótica do Direito Achado na Rua. 

## Definição
A categoria sujeito coletivo de direito foi formulada teoricamente pela primeira vez na XIII Conferência Nacional da Ordem dos Advogados do Brasil (OAB). Nessa conferência, José Geraldo de Sousa Júnior definiu o sujeito coletivo de direito como uma categoria analítica do direito.
O termo sujeito coletivo de direito descreve grupos de pessoas reconhecidas perante os ordenamentos jurídicos, a sociedade e a ética quanto a sua capacidade ético-jurídica independente. Os sujeitos coletivos de direito são compostos por diversas identidades subalternas únicas e contrastantes entre si, que caracterizam uma cidadania ativa e participativa e que constroem esta ao reivindicarem seus direitos anteriormente não representados por meio da luta, criando e utilizando espaços sociais já existentes de discussão e ativismo político no processo. Dessa forma, o sujeito coletivo de direito busca a liberdade pelo processo emancipatório. 
O sujeito coletivo de direito é a representação jurídica do sujeito coletivo, que é propriamente o coletivo reunido, o qual busca a reivindicação de seus direitos por meio dos movimentos sociais. O sujeito coletivo de direito é constituído pelos seguintes elementos: a autoconsciência, a autonomia, a eliminação da alienação, o compartilhamento de um problema em comum, a carência social, a ocupação e a criação de espaços, sejam físicos, culturais e políticos, as manifestações coletivas histórico-políticas (movimentos sociais), o status de transformadores da estrutura política, econômica e social, a aquisição, a mudança e a construção de direitos (transformação jurídica).

## Sujeito nos sentidos filosófico e jurídico
Sob uma ótica filosófica, o sujeito é fundamentado na praticidade da ação, sendo aquele com a capacidade de participar e resolver conflitos, dotado de racionalidade e auto-transparência da lógica do "pensar em si próprio", segundo a filosofia das “luzes” de Kant. Nesse sentido, o sujeito define a sua própria lei e o seu modo de vida.
Na visão jurídica, o sujeito de direito é o indivíduo que age como titular de direitos, sujeito ativo, ou como obrigado, sujeito passivo, dentro de uma relação jurídica. Ou seja, o sujeito de direito é aquele que possui personalidade jurídica, a capacidade para possuir direitos e deveres.

## Importância dos movimentos sociais para o sujeito coletivo de direito
Os primeiros estudos dos movimentos sociais no Brasil são recentes, datados de 1977 e 1978, e foram ocasionados pela insatisfação popular em relação à repressão social e ao autoritarismo da Ditadura Militar brasileira. Portanto, esse movimento da sociedade civil instaurou novas práticas políticas, abriu espaços inéditos, deu voz a novos atores capazes de se auto-organizarem e de se auto-determinarem coletivamente de forma contraposta aos espaços tradicionais de expressão política ou à margem deles.
A Igreja Católica, nos anos 70, teve um papel fundamental no início dos movimentos sociais, uma vez que ela ajudou na formação de grupos de moradores do bairro, considerados como o “embrião dos movimentos sociais”, que se juntavam para discutir e buscar soluções para problemas recorrentes. Desse modo, essas pessoas se reuniam e discutiam, a partir de suas visões de mundo, visando atingir os interesses coletivos, baseados nas suas culturas e experiências.
Diante das mudanças ocorridas na sociedade, advindas dos movimentos sociais, o modo de agir dos indivíduos se tornou coletivo e crítico, possuindo, ainda assim, uma consciência individual. Dessa forma, surgiram os novos sujeitos de direitos, caracterizados pela consciência de transformação social da massa, que buscavam reivindicar os seus direitos. Ademais, esses sujeitos passaram a se reconhecer e se definir mutuamente, decidindo em conjunto as ações e os objetivos, visando efetivarem uma cidadania ativa.
Ocorreram mudanças importantes no direito social, como a instituição de leis na Constituição para atender às reivindicações de grupos minoritários, o que pode ser exemplificado pelo caso dos povos indígenas e o direito às suas terras, exposto no art. 231, § 2º da Constituição Federal de 1988, que diz: "as terras tradicionalmente ocupadas pelos índios destinam-se a sua posse permanente, cabendo-lhes o usufruto exclusivo das riquezas do solo, dos rios e dos lagos nelas existentes”.

## História
Os primeiros registros historiográficos sinalizavam a existência de associações de cidadãos organizadas em prol de um bem comum ou de um objetivo comum, como na cidadania grega, com a democracia aristocrática.
O surgimento do termo Sujeito Coletivo de Direito no Brasil se deu em meio a uma crise política e institucional, com restrições tanto de direitos quanto de liberdade, pela qual os brasileiros passaram entre os anos 60 e 80, sob o comando do regime militar. Os sujeitos coletivos de direito emergiram como uma manifestação contrária a esse cenário, na luta pela mudança de poder e pela construção de uma sociedade mais justa, solidária e igualitária, na busca do direito de reivindicar direitos.
Os sujeitos coletivos de direito surgiram com o propósito de lutar pela liberdade, encorajar a participação coletiva e principalmente reivindicar direitos, a exemplo da ação prática dos movimentos grevistas que surgiram no ABC Paulista, São Paulo (1978). Nesse contexto, essas lutas passaram a ter êxito, dando espaço para ações políticas que contribuíram para a constituição dos movimentos sociais, instituindo os novos sujeitos coletivos de direito.
Os sujeitos coletivos de direito, marcados pelos movimentos sociais, tiveram uma participação expressiva durante a ditadura militar até o início dos anos 1980, reivindicando direitos.
O atual contexto de crises econômica, política e sanitária no Brasil, em que o espaço na agenda política para as questões levantadas por esses sujeitos coletivos foram deixadas de lado para um conjunto de reformas neoliberais, representa um momento de reorganização dos sujeitos coletivos de direito. Dessa forma, os movimentos sociais estão retomando as lutas de forma semelhante ao que fizeram durante a ditadura militar.

## Importância para o direito
O sujeito coletivo de direito possui como característica marcante a produção de novos direitos, principalmente, os sociais, os quais estão relacionados com os direitos humanos. Sendo assim, é possível dizer que a importância principal dessa categoria de sujeito para o direito é a produção e a reivindicação de direitos sociais.
A reivindicação de um novo espaço político, a rua, que é o cotidiano comum, representa, também, uma importância do sujeito coletivo de direito para o direito. Nesse sentido, é possível entender que o espaço político, o qual constrói direitos, é, no senso comum, localizado em espaços tradicionais, como os parlamentos. Porém, a rua se tornou um espaço político e de direito tão importante quanto os ambientes tradicionais da política.
O sujeito coletivo de direito, por meio dos movimentos sociais, ocupou ambientes antes restritos a classes dominantes, transformou a rua em um novo espaço político, capaz de expressar a vontade popular, e permitiu a reivindicação e concretização de novos direitos. Dessa forma, além de instigar estudos sobre esse fenômeno inédito no âmbito acadêmico, essa nova categoria jurídica colaborou com o pluralismo jurídico e a democratização do Direito na sociedade, uma vez que o exercício coletivo, ativo e autônomo desse sujeito viabilizou as conquistas sociais e a consideração dos anseios populares nas decisões políticas.
O Pluralismo Jurídico, termo empregado por Boaventura de Sousa Santos, é a crença de um direito não-monista, o qual existe fora da ordem estatal, sendo uma expressão popular de movimentos sociais. Desse modo, o pluralismo pode derivar de uma revolução social, a qual põe em conflito o direito tradicional e o direito revolucionário. Dessa forma, essa definição se encaixa na atuação dos movimentos sociais, os quais funcionam de maneira autônoma, pressionando o Estado a acatar suas reivindicações contrárias ao ordenamento jurídico vigente. Sendo assim, os novos direitos, conquistados pelo sujeito coletivo, existem concomitantes aos direitos estatais, ou seja, ocorre, na prática, o pluralismo, sendo um fator essencial para o Direito.

## Exemplos práticos
O surgimento dos sujeitos coletivos de direito possibilitou a existência de avanços em pautas relevantes e voltadas a diferentes setores da sociedade brasileira. Esses avanços são fruto de ações difusas, assim como de iniciativas orquestradas por organizações que surgiram organicamente a partir da identificação de demandas da população. É possível citar como exemplos:

### Reforma Agrária e Educação no Campo
O tema do direito ao acesso a terras, da melhor partilha do extenso território produtivo brasileiro e de quebra de latifúndios pautados pelo reconhecimento da função social da propriedade rural, são a base das demandas das ligas camponesas, das quais a mais famosa no Brasil é o MST. Apesar de demandas no sentido de uma profunda reforma agrária ainda estejam paralisadas por interesses econômicos e políticos, é importante salientar conquistas recentes como o assentamento de milhares de famílias através da partilha de propriedades rurais até então improdutivas, assim como iniciativas intra-movimento como a promoção de educação de nível básico e médio. Nas comunidades rurais organizadas pelo MST, conforme o setor de educação do Movimento, existem cerca de 120 escolas de ensino médio, 200 escolas de ensino fundamental completo e mais de 1 mil escolas de ensino fundamental para os anos iniciais, espalhadas em 24 estados.

### O Direito Achado no Ver-o-Peso
Em 2005, um grupo de mulheres feirantes do Mercado Ver-o-Peso relatou à Comissão de Biodireito da OAB/PA que, em 2003, foram procuradas por uma equipe da empresa Natura com a finalidade de obter informações sobre algumas ervas, utilizadas na fabricação de produtos de cheiro e nativas da floresta amazônica, como a priprioca. De acordo com o relato, na abordagem, foi realizada um vídeo promocional do Projeto Tamanduá, que tinha o intuito de adquirir informações sobre cheiros e fragrâncias, que seriam utilizados no lançamento de um novo perfume da empresa. Na gravação, as mulheres explicaram a finalidade de cada parte da planta e deram entrevistas demonstrando as formas de manipulação das ervas. Pelas entrevistas realizadas, cada mulher recebeu o valor de R$500,00, sendo feito apenas um contrato de voz e imagem. 
Com o lançamento do vídeo, feirantes perceberam que a priprioca encareceu e rareou no mercado, o que afetou de forma direta a economia local. Posteriormente, foi constatado que tal acontecimento se dava pelo fato da empresa comprar o produto direto da fonte produtora local. 
Com esse cenário, as mulheres passaram a reivindicar seus direitos de proteção ao seu conhecimento tradicional. No entanto, a contestação passou a ser também, e principalmente, pelo reconhecimento como sujeito coletivo de direito, pois, tendo em vista os conceitos clássicos, definidos pelas ciências sociais, que estabelecem a categoria de “povos tradicionais”, sua conjuntura de feirantes de feiras urbanas não se encaixariam dentro de tal categoria. Com isso, no estudo de Pesquisa Jurídica, é apresentado que categorias são importantes, pois possuem o direito de reivindicar direitos.
Sobre o pleito do conhecimento tradicional, foram usados instrumentos internacionais que determinavam que o acesso ao conhecimento tradicional deve ser dado com consentimento prévio livre e informado e mediante repartição de benefícios.
De maneira principal, a disputa estava no próprio reconhecimento de sujeitos detentores de conhecimento acessado, visto que o fato da configuração se dar no ambiente urbano já seria um impedimento para o reconhecimento como povos tradicionais. Vale citar que a antropologia social encontra dificuldade em definir “povos tradicionais”. 
O relato traz que por meio da OAB/PA, o caso chegou ao Ministério Público Federal e, assim, houve a celebração de um termo de Ajustamento de Conduta entre a Natura e VER-AS-ERVAS, representante do coletivo das erveiras do Mercado Ver-o-Peso, tal celebração garantiu o pagamento de multa pelo acesso indevido e repartição dos lucros obtidos a partir de produtos lançados à base de priprioca.
Portanto, o Sujeito Coletivo de Direito foi formado pelo coletivo de mulheres feirantes e detentoras do conhecimento tradicional, as erveiras-do-ver-o-peso. A conclusão se dá pelo fato de terem atendido às exigências que concretizam a criação de sujeito coletivo: elaboração de um projeto político de transformação social e elaboração de sua representação teórica como Sujeito Coletivo de Direito.

## Estudos
O estudo sobre o sujeito coletivo de direito tem como objetivos determinar o espaço político no qual se realizam as práticas de criação de direito por meio dos movimentos sociais e definir a origem jurídica do sujeito coletivo de direito.
O sujeito coletivo de direito é tratado em trabalhos de diversos pesquisadores. Nesse sentido, a professora Ludmila Cerqueira Correia da Universidade Federal da Paraíba em seu trabalho "O Movimento Antimanicomial como sujeito coletivo de direito" busca analisar como a luta e a atuação do Movimento Antimanicomial configuram-se enquanto sujeito coletivo de direito. Além disso, José Brandão Silva, em sua dissertação de mestrado “O direito de ficar na terra: omissões do Estado e a construção de um novo sujeito coletivo de direitos”, relata que o sujeito coletivo de direito se constitui a partir da afirmação de sujeitos sociais, se legitimando por meio dos movimentos sociais, que são colocados em prática, através da reivindicação de direitos cerceados.
Estudos assim são, por exemplo, realizados pelo grupo de estudo do Direito Achado na Rua. Na linha de pesquisa do Direito Achado na Rua, tem-se destaque para temas relacionados e cruzados com o sujeito coletivo de direito como a luta pela terra, os direitos indígenas, a educação jurídica popular, a igualdade de gênero, a justiça de transição e a questão racial.